# Cabo Girão

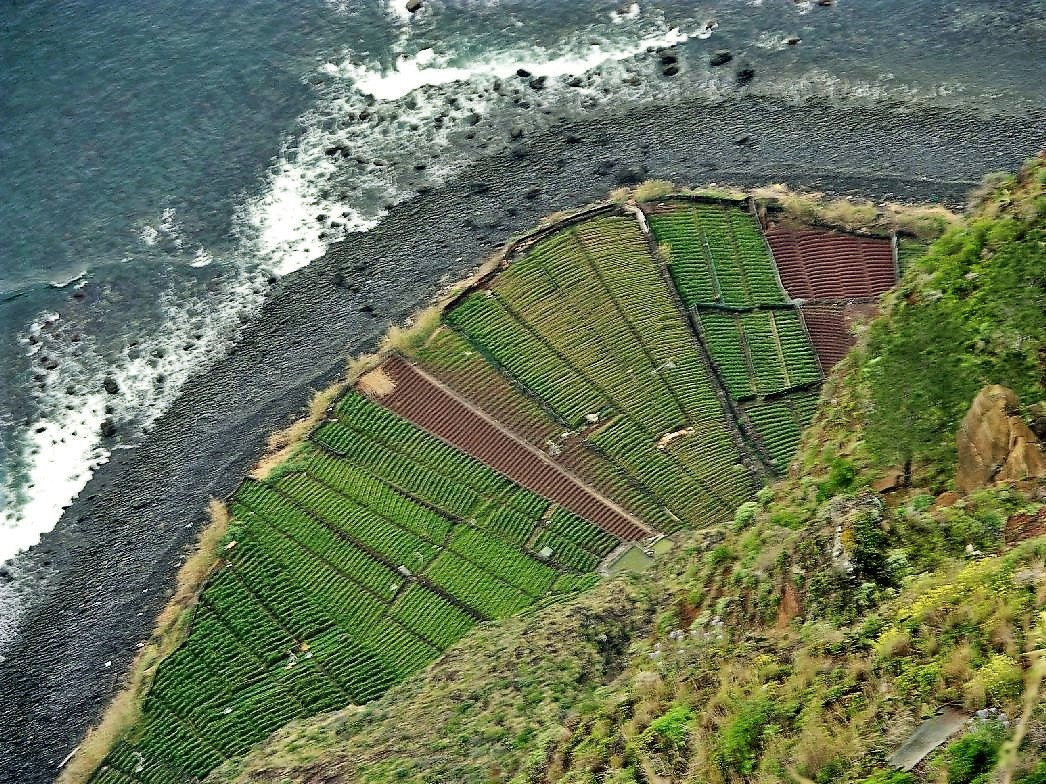
Strapiombo dalla cima

Cabo Girão è un promontorio portoghese situato sull'Isola di Madeira ed una delle più alte falesie europee, con 589 metri. Sebbene le guide turistiche locali lo identifichino come la seconda per altezza del continente, sono almeno quattro le scogliere che lo superano in altezza: Capo Enniberg, Slieve League, Preikestolen e Croaghaun.